# Tmesisternus wasiorensis
Tmesisternus wasiorensis is een keversoort uit de familie van de boktorren (Cerambycidae). De wetenschappelijke naam van de soort werd voor het eerst geldig gepubliceerd in 2013 door Withaar.